# Charles H. Bennett (físico)
Charles Henry Bennett (Nueva York, EE. UU., 1943) es un físico, teórico de la información y miembro de IBM en IBM Research. Ha desempeñado un papel importante en la aclaración de las interconexiones entre la física y la información, particularmente en el ámbito de la computación cuántica, pero también en los autómatas celulares y la computación reversible. Descubrió, con Gilles Brassard, el concepto de criptografía cuántica y es uno de los padres fundadores de la teoría moderna de la información cuántica (ver las cuatro leyes de la información cuántica de Bennett ). El trabajo reciente de Bennett en IBM se ha concentrado en un nuevo examen de la base física de la información, aplicando la física cuántica a los problemas que rodean el intercambio de información.

## Carrera temprana
Nacido en 1943 en la ciudad de Nueva York, Bennett obtuvo una licenciatura en Química de la Universidad de Brandeis en 1964 y recibió su doctorado de Harvard en 1970 por estudios de dinámica molecular (simulación por computadora del movimiento molecular) bajo la tutela de David Turnbull y Berni Alder. Posteriormente trabajó en Harvard durante un año para James Watson como asistente de enseñanza sobre el código genético. Durante los siguientes dos años, continuó esta investigación con Aneesur Rahman en el Laboratorio Nacional de Argonne (operado por la Universidad de Chicago ).
Después de unirse a IBM Research en 1972, se basó en el trabajo de Rolf Landauer de IBM para demostrar que la computación de propósito general puede realizarse mediante un aparato reversible lógica y termodinámicamente; y en 1982 propuso una reinterpretación del demonio de Maxwell, atribuyendo su incapacidad para romper la segunda ley al costo termodinámico de destruir, en lugar de adquirir, información. También publicó un artículo importante sobre la estimación de las diferencias de energía libre entre dos sistemas, el método de relación de aceptación de Bennett .

## Criptografía cuántica
En colaboración con Gilles Brassard de la Universidad de Montreal, Bennett desarrolló un protocolo de criptografía cuántica, basándose en una idea de Stephen Wiesner. Conocido como protocolo BB84, el sistema se basa en la superposición de estados ortogonales, de tal manera que resulta imposible intervenir la comunicación sin que emisor y receptor se enteren. Con la ayuda de John Smolin, construyó la primera demostración funcional de criptografía cuántica del mundo en 1989.
Sus otros intereses de investigación incluyen la teoría algorítmica de la información, en la que los conceptos de información y aleatoriedad se desarrollan en términos de la relación entrada/salida de las computadoras universales, y el uso análogo de las computadoras universales para definir la complejidad intrínseca o "profundidad lógica" de un estado físico como el tiempo requerido por una computadora universal para simular la evolución del estado desde un estado inicial aleatorio.

## Teletransportación cuántica
En 1993, Bennett y Brassard, en colaboración con otros, descubrieron la teletransportación cuántica, un efecto en el que la información completa en un estado cuántico desconocido se descompone en información puramente clásica y correlaciones puramente no clásicas de Einstein-Podolsky-Rosen (paradoja EPR), enviado a través de dos canales separados y luego reensamblado en una nueva ubicación para producir una réplica exacta del estado cuántico original que fue destruido en el proceso de envío.

## Trabajo posterior
En 1995–1997, trabajando con Smolin, Wootters, DiVincenzo y otros colaboradores, introdujo varias técnicas para la transmisión fiel de información clásica y cuántica a través de canales ruidosos, parte del campo más amplio de la información cuántica y la teoría de la computación. Junto con otros, también introdujo el concepto de destilación de entrelazamiento.
Bennett es miembro de la Sociedad Estadounidense de Física y miembro de la Academia Nacional de Ciencias de los Estados Unidos. Recibió el Premio Harvey 2008 de Technion  y el Premio Rank 2006 en optoelectrónica. En 2017 recibió la Medalla Dirac del ICTP y en 2018 el Premio Wolf de Física. En junio de 2019 recibió el Premio Shannon y para 2019 el Premio Fundación BBVA Fronteras del Conocimiento en Ciencias Básicas.
Bennett también codirige un blog, The Quantum Pontiff, con Steve Flammia y Aram Harrow y presentado por Dave Bacon.

## Vida privada
Bennett se identifica como ateo. Recordando un grato recuerdo del físico Asher Peres, escribe:

A menudo [Asher] fingía consultarme a mí, un compañero ateo, sobre cuestiones de protocolo religioso. Mientras esperábamos en la cola para comer los entremeses en una conferencia en Evanston, me dijo: "Hay una oración que los judíos dicen tradicionalmente cuando hacen algo nuevo que nunca han hecho antes. Estoy a punto de comer un nuevo tipo de comida no kosher. ¿Cree que debería rezar la oración?".